# Saparmurata Turkmenbashi
Saparmurata Turkmenbashi (en turcomano: Saparmyrat Türkmenbaşy; en ruso: Сапармурата Туркменбаши), conocida hasta 1993 como Oktiabrsk (en turcomano: Oktyabrsk; en ruso: Октябрьск), es una ciudad de Turkmenistán, capital del distrito de Saparmurata Turkmenbashi en la provincia de Dashoguz.

## Historia
A Oktiabrsk se le nombró asentamiento de tipo urbano desde 1984. En 1993 su nombre era Oktiabrsk pero ese año su nombre se cambia a Saparmurata Turkmenbashi en honor a Saparmurat Niyazov.
Saparmurata Turkmenbashi fue nombrada ciudad en 2016.

## Demografía
| 6770                                   |
| (Fuente: Censo soviético de 1959-1989) |

## Infraestructura

### Transporte
La ciudad tiene una estación de tren, que es la terminal en el ramal sin salida de una línea ferroviaria que conecta Dashoguz y Jodzeyli.